# Almaviva Santé
Pour les articles homonymes, voir Almaviva.
Almaviva Santé est le 4e plus important groupe de cliniques privées en France. Il est détenu à 60 % par le fonds koweitien Wren House Infrastructure et 16 % par Bpifrance (Banque publique d'investissement).
En 2021, Almaviva Santé regroupe 41 établissements privés dont 17 en région Provence-Alpes-Côte d'Azur, 19 en Ile-de-France et 5 en Corse. Il gère 41 établissements privés, emploie 5 100 salariés et est partenaire de 1 800 médecins libéraux.

## Capital
- De 2007 à 2017, Almaviva Santé a été la propriété de UI Gestion, Gimv, Sagesse Retraite Santé (SRS de Yves Journel, propriétaire de DomusVi, 3e groupe privé d'EHPAD) et de l'équipe dirigeante[1],[4].
- De 2017 à 2021, Almaviva Santé a été détenu majoritairement par le fonds d'investissement Antin Infrastructure Partners[1].
- Depuis juillet 2021, Almaviva Santé est détenu à 60 % par le fonds koweitien Wren House Infrastructure et 16 % par Bpifrance (Banque publique d'investissement)[1].

## Gouvernance

### Présidence
- 2007-2019 : Bruno Marie, ancien dirigeant du groupe Korian[5].
- 2019 : Yann Coléou, ancien dirigeant du groupe Korian[6].

### Outils de gestion
- Conseil d'administration
- GIE Almaviva Santé[7]
  - Administrateur: Almaviva développement
  - Membres: Cliniques Almaviva (cf liste infra)
  - Contrôleur des comptes: David Boisset
  - Contrôleur de gestion: Frédéric Reig
- Directions régionales
  - Côte d'Azur - Pays d'Aix: David Boisset
  - Ile-de-France Sud: Julien Aguilar
  - Ile-de-France Nord: Franck Vanlagendonck
  - Corse - Marseille - Etang de Berre: Frédéric Reig

## Chronologie
- 2007 : Fondation du groupe Almaviva par le fonds 21 Partners (devenu 21 Invest) (Fonds 21 Centrale Partners III) et Bruno Marie, Président et fondateur, après le rachat de la clinique Chantecler de Marseille. Bruno Marie vient du groupe de maisons de retraite Medidep, devenu Korian[8].
- 2008 : Achat des cliniques de Marignane et de Vitrolles.
- 2011 : Achat de la clinique Juge de Marseille et de la clinique Axium d'Aix-en-Provence.
- 2013 : Cession du groupe Almaviva par 21 Partners aux fonds Gimv et UI gestion.
- Juillet 2015: DV France (DV pour Domus Vi, groupe majeur dans le domaine des Ehpad, avec Yves Journel, principal actionnaire de DV France), Gimv, UI Gestion et les praticiens de la Clinique Arago à Paris regroupent leurs activités au sein de l’entité Almaviva Santé[9].
- 2015-2017: Achat de la Clinique Arago à Paris, de Domus Cliniques et de 5 établissements en Essonne[10].
- Octobre 2017 : Antin Infrastructure Partners (AIP) achète à Gimv et UI Gestion 60 % du capital du groupe de cliniques françaises Almaviva Santé[11].
- 2019 : Acquisition de la clinique du Parc Monceau et de la clinique Turin à Paris.
- Juin 2019 : Yann Coléou succède à Bruno Marie comme Président du groupe Almaviva Santé.
- 9 mars 2021 : Achat des cliniques Maymard en Corse[12],[13].
- 27 juillet 2021 : Le fonds Koweitien Wren House Infrastructure prends 60 % des parts du groupe Almaviva Santé pour 1,5 milliard, avec Bpifrance (Banque publique d'investissement) (16 %)[1].
- 15 décembre 2021 : Départ  des directeurs régionaux PACA David Boisset et Frédéric Reig.

## Chiffre d'affaires
- 2017 : 300 millions d'euros[4].
- 2018 : 350 millions d'euros[10].

## Effectifs

### Salariés
- 2017 : 2 600 salariés[10].

### Médecins libéraux
- 2017 : 1100 médecins[10].

## Controverses
- En 2012, un médecin cardiologue a mis en cause un système de fraude concernant la facturation d’actes d’imagerie mis en place à la clinique générale de Marignane. En représailles, il a été exclu de sa société. En 2017, un courrier du cabinet du défenseur des droits reconnaissait pourtant au cardiologue la qualité de lanceur d’alerte. La direction de la clinique a rejeté toute implication dans ce système[14],[15]. En 2019, ses adversaires ont été condamnés à de lourdes peines d'interdiction d'exercice par la chambre disciplinaire nationale de l'Ordre des médecins. Cette instance a reconnu le caractère frauduleux des pratiques qu'il dénonçait. Les sanctions sont définitives, le pourvoi devant le Conseil d’État des médecins condamnés n'ayant pas été admis. Un juge d'instruction mène l'enquête sur le versant pénal[16].
- En 2019, des salariés de la clinique Turin de Paris dénoncent des dysfonctionnements et les conditions de travail[17].
- En 2021, à la suite du rachat du groupe Maymard, propriétaire de plusieurs cliniques en Corse, une mobilisation s'organise à Bastia pour s'opposer à la fermeture de la maternité de la clinique Maymard de Bastia[18].

## Établissements

### Alpes-de-Haute-Provence
- Clinique Toutes-Aures, Manosque
- Clinique Jean Giono, Manosque

### Alpes-Maritimes
- Clinique de l'Estagnol, Antibes Juan-les-Pins
- Clinique Oxford, Cannes
- Clinique du Palais, Grasse
- Clinique du Parc Impérial, Nice

### Bouches-du-Rhône
- Clinique Axium, Aix-en-Provence
- Clinique de l'étang de l'olivier, Istres
- Clinique chirurgicale de Marignane, Marignane
- Clinique Juge, Marseille
- Clinique Chantecler, Marseille
- Clinique chirurgicale de Martigues, Martigues
- Clinique Vignoli, Salon-de-Provence
- Clinique de Vitrolles, Vitrolles
- Hôpital privé La Casamance, Aubagne
- Centre d'hémodialyse de Provence, Aubagne

### Région parisienne
- Clinique Arago, Paris
- Clinique de l'Alma, Paris
- Clinique Sainte-Thérèse, Paris
- Clinique internationale du Parc Monceau, Paris
- Clinique Turin, Paris
- Clinique de l'Yvette, 91
- Clinique Les Charmilles, 91
- Clinique Les jardins de Brunoy, 91
- Clinique Pasteur, 91
- Hôpital privé d’Évry, 91
- Hôpital privé d'Athis-Mons, 91
- Hôpital privé du Val d'Yerres, 91
- Clinique des Lilas, 93
- Clinique Boyer, 94
- Clinique Villecresnes, 94

### Eure-et-Loir
- Clinique La Boissière, Nogent-le-Phaye

### Corse
- Clinique Maymard, Bastia
- Clinique Filippi, Bastia
- Clinique Toga, Bastia
- Centre d'hémodialyse Sainte-Catherine, Bastia